# Euphorbia neobosseri
Euphorbia neobosseri Rauh, 1992 è una pianta della famiglia delle Euforbiacee, endemica del Madagascar.

## Descrizione

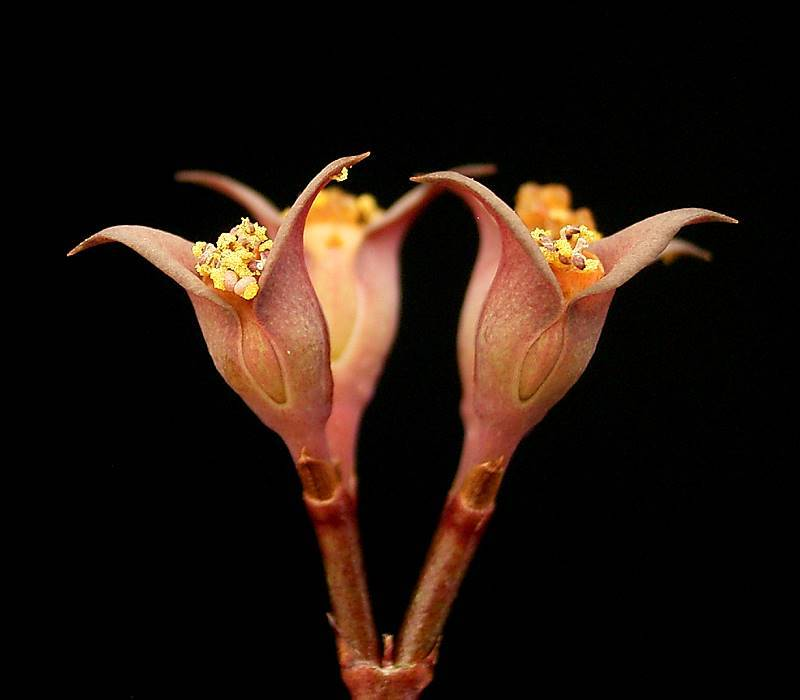
Infiorescenza

È una pianta succulenta pachicaule con fusto globoso lungo non più di 5 cm, da cui si dipartono sottili ramificazioni spinose, lunghe sino a 50 cm.

Le foglie, di consistenza coriacea, sono opposte, oblanceolate, con margine intero.

L'infiorescenza è un ciazio con brattee di colore dal rosa pallido al rosso-bruno, che formano un involucro a coppa attorno a un fiore femminile centrale, circondato da 5 fiori maschili.

## Distribuzione e habitat
L'areale di E. neobosseri è ristretto alle regioni di Sakaraha e Itampolo, nel Madagascar sud-occidentale.
Il suo habitat tipico è la foresta decidua secca.

## Conservazione
Parte del suo areale ricade all'interno del Parco nazionale di Zombitse-Vohibasia.
La specie è inserita nella Appendice II della Convention on International Trade of Endangered Species (CITES).